# Suusamyr-Tal
Koordinaten: 40° 12′ N, 73° 51′ O

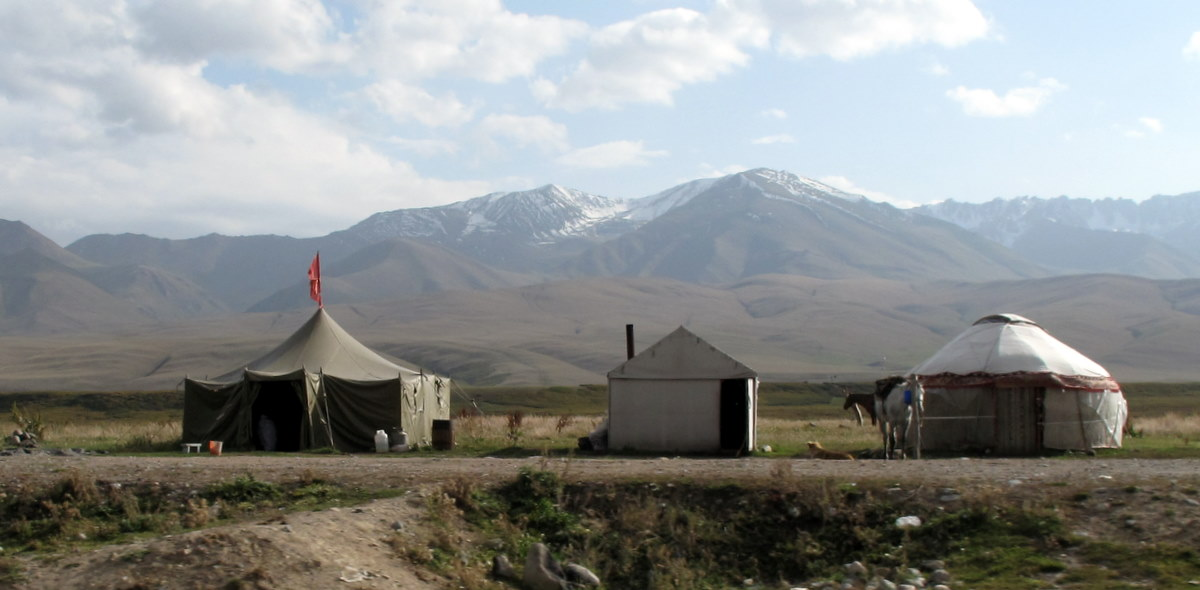
Jurte, Zelt und Hütte im Suusamyr-Tal

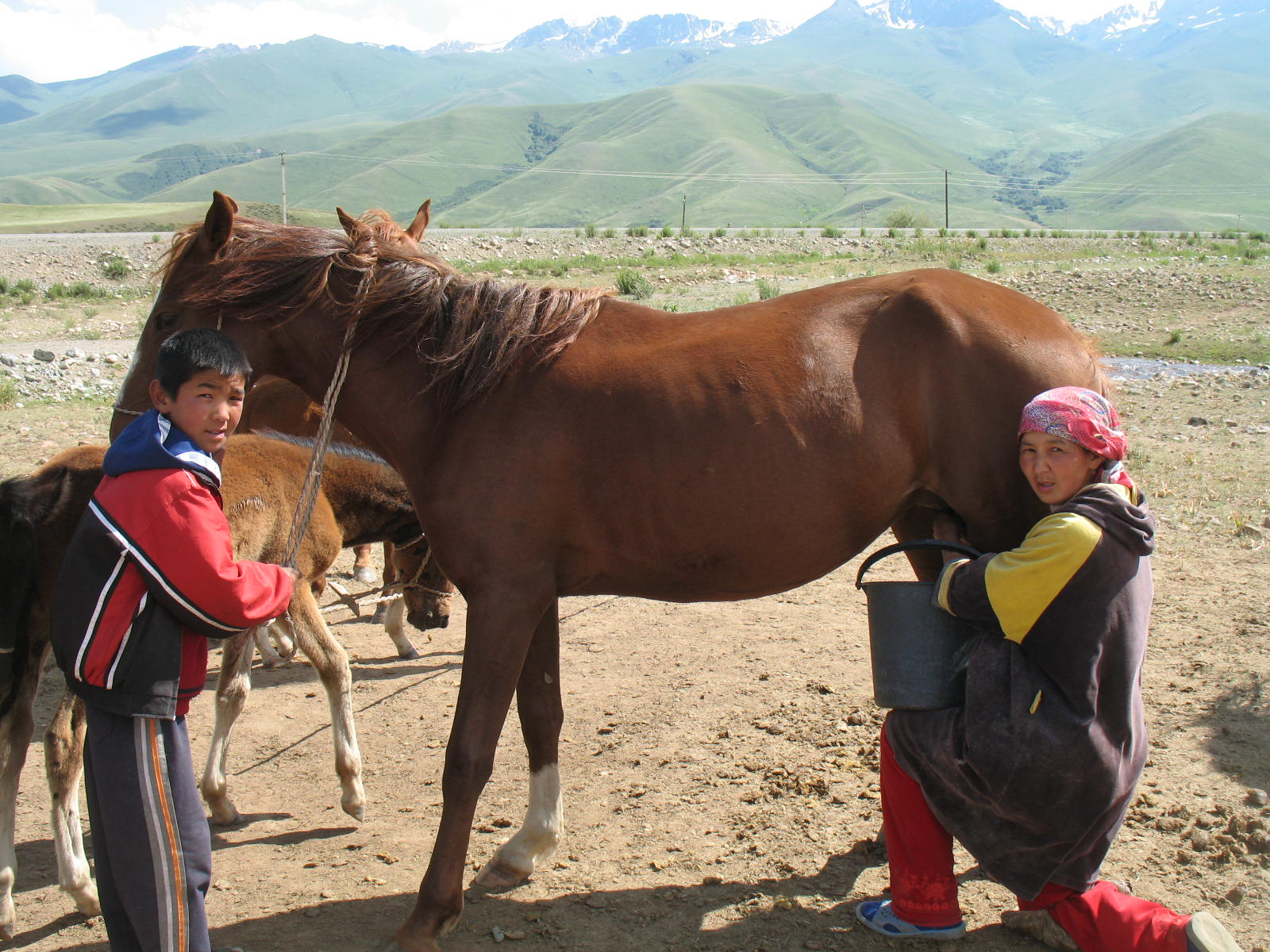
Suusamyr-Tal: Eine Stute wird gemolken, zur Herstellung von Kumys

Das Suusamyr-Tal ist ein langgestrecktes, grob dreieckiges, von West nach Ost verlaufendes Hochgebirgstal in Kirgisistan zwischen den Gebirgsketten des Kirgisischen Alatau im Norden, des Suusamyrtoo im Süden und Südwesten und des Dschumgaltoo im Südosten; alle drei sind Teile des Tienschan-Gebirgssystems.

## Lage
Das mehr als 4000 km² große Tal erstreckt sich auf etwa 100 km Länge und bis zu 40 km Breite auf einer Höhe von 2000 bis 2500 m über dem Meeresspiegel und wird vom namensgebenden Fluss Suusamyr in allgemein west-östlicher Richtung durchflossen. Die Aramsa mündet in den Suusamyr. Im Ostteil des Tals verläuft entlang seiner Südflanke auf etwa 30 km Länge der Karakol (auch „Westlicher Karakol“), der sich dann bei Koschomkul mit dem Suusamyr vereinigt und damit den das Tal nach Süden verlassenden Kökömeren bildet.
Das Tal liegt im Südwesten des Gebiets Tschüi; ein geringer Teil im Osten gehört verwaltungstechnisch zum Oblus Naryn.  Wichtigster und größter Ort im Tal ist Suusamyr.

## Straßen
Die Nationalstraße EM-02 (bis etwa 2004: ehemals sowjetisch M41) von Bischkek nach Osch verläuft durch das Tal; sie erreicht es im Norden nach dem Passieren des 2,7 km langen Tunnels am Töö-Pass bzw. dessen auf 3180 m Höhe gelegenen Südportals und verlässt es im Nordwesten über den 3184 m hohen Alabel-Pass in das Oblus Talas. Im äußersten Nordwesten des Tals führt die von der EM-02 abzweigende EM-14 (ex-sowjetisch A361) über den 3300 m hohen Ötmök-Pass ebenfalls in das Oblus Talas.

## Klima
Im Suusamyr-Tal herrscht ein ausgeprägtes Kontinentalklima, mit langen und schneereichen Wintern. Die durchschnittlichen Julitemperaturen im Tal liegen zwischen 13 und 14 °C, die durchschnittlichen Januartemperaturen bei −20 bis −21 °C. Die jährlichen Niederschläge betragen 350 bis 370 mm und bestehen mehrheitlich aus Pulverschnee, der das Gebiet nahezu sechs Monate im Jahr mit bis zu 1 m Dicke bedeckt.
Nach der Schneeschmelze bietet das Tal einen farbenprächtigen Anblick blühender Kräuter und Wildblumen und es wird von Mai bis Oktober als Sommerweide von Hirten mit ihren großen Schaf- und Pferdeherden aus weiten Teilen Kirgisistans genutzt.